# Acacia cretacea
Acacia cretacea é uma espécie de leguminosa do gênero Acacia, pertencente à família Fabaceae.